# Dessaisissement (droit français)
 (septembre 2024).
Si vous disposez d'ouvrages ou d'articles de référence ou si vous connaissez des sites web de qualité traitant du thème abordé ici, merci de compléter l'article en donnant les références utiles à sa vérifiabilité et en les liant à la section « Notes et références ».
En droit français, le dessaisissement est une procédure permettant de retirer à un juge d'instruction le droit de traiter une affaire donnée. Il est prononcé par la Cour de cassation après saisie par le procureur général près la cour d'appel ou par le procureur général près la Cour de cassation[réf. nécessaire].
Le dessaisissement d'un juge d'instruction peut se faire au profit d'une juridiction d’instruction interrégionale spécialisée.

## Déroulement de la procédure
La Cour de cassation est l'unique instance habilitée à prononcer le dessaisissement du dossier d'un juge d'instruction. Seuls le procureur général près la cour d'appel ou le procureur général près la Cour de cassation sont habilités à la saisir[réf. nécessaire]. Ces derniers peuvent agir de leur propre chef ou à la demande des parties.